# منصور پورمند
منصور پورمند کارگردان، فیلم‌نامه‌نویس و تهیه‌کننده ایرانی سینما و تلویزیون است.

## زندگینامه هنری
منصور پورمند، فارغ‌التحصیل ادبیات دراماتیک از آمریکا و لیسانس سینما و تلویزیون است. وی فعالیت هنری خود را در تلویزیون، با سریال «سرکار استوار» آغار کرد که در چند قسمت آن، به عنوان نویسنده و کارگردان حضور داشت. در سینما نیز، اولین فیلم او، «شیر تو شیر» است.

## کارنامه هنری

### سینما
- شیر تو شیر (۱۳۵۱)

### تلویزیون
- دیوان بلخ (۱۳۵۷) - نمایش داده نشد
- همه از یک خانواده (۱۳۵۶)
- به دنبال بنفشه (۱۳۵۶)
- تلخ و شیرین (۱۳۵۳)
- قصهٔ عشق (۱۳۵۲)
- سرکار استوار (۱۳۴۹–۱۳۴۶)